# Franz Seraph Stirnbrand

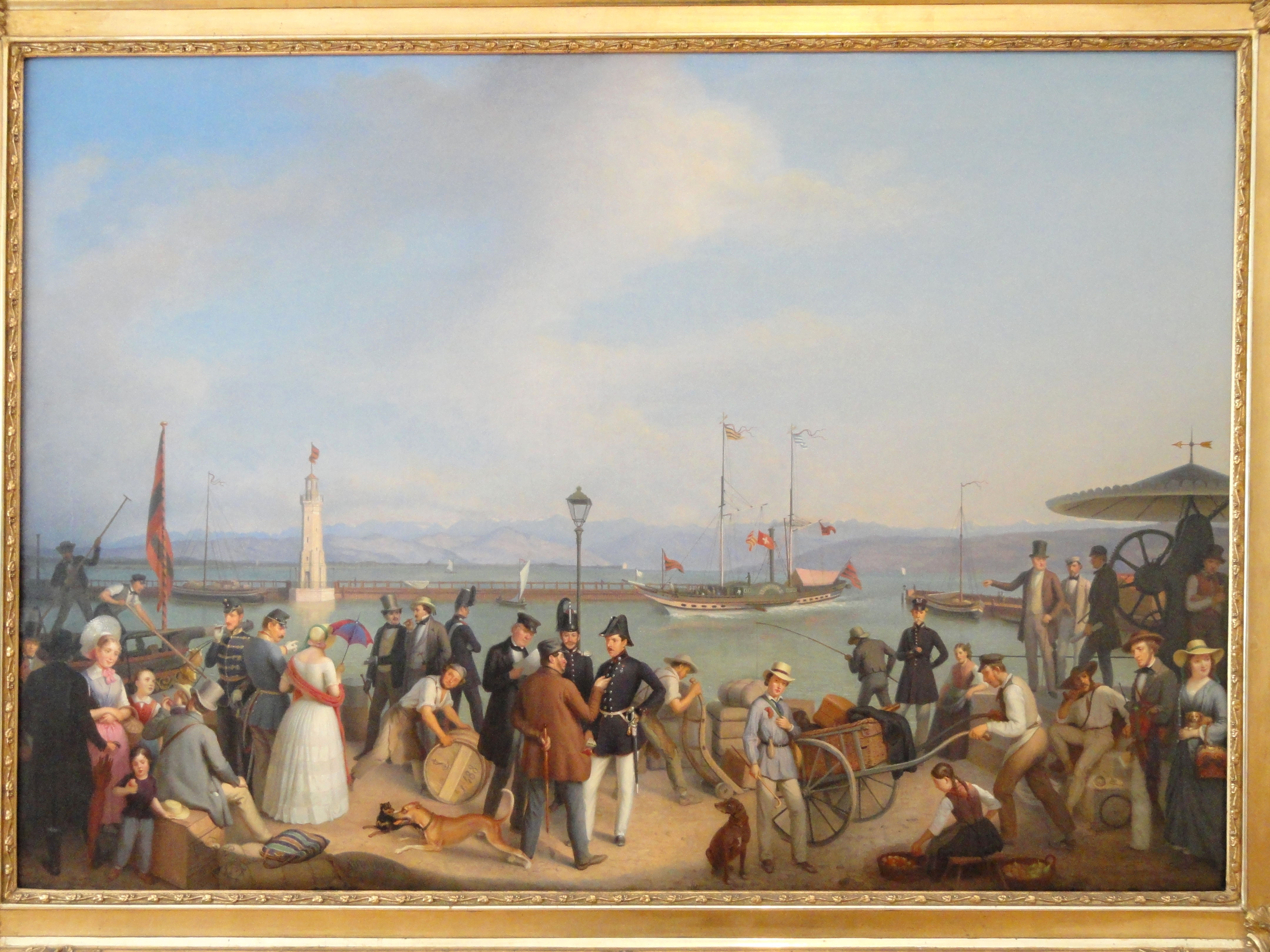
Einlaufen des Raddampfers „Kronprinz“ in den Hafen von Friedrichshafen von Franz Seraph Stirnbrand, circa 1840

Franz Seraph Stirnbrand (* 1788; † 2. August 1882 in Stuttgart) war ein deutscher Porträtmaler.

## Leben
Stirnbrand wurde vermutlich im Jahr 1788 in Kroatien geboren und als Dreijähriger von einem kroatischen Soldaten namens Flam in die Obhut des Landgerichtsverwalters und Rentamtmann Johann Baptist Röser gegeben, der in Zellhof bei Linz lebte. Flam berichtete, dass das Kind mit einem kroatischen Dialekt gesprochen habe und von einer Soldatenmutter stamme, die nicht für das Kind sorgen könne. Er nahm in Enns ersten Malunterricht beim württembergischen Maler Philipp Friedrich von Hetsch.
1805 wurde er Lehrling bei einem Zimmermaler in Linz. Hier konnte er eine Sonntagszeichenschule besuchen. Stirnbrand war auch Schüler von Anton Hitzenthaler.

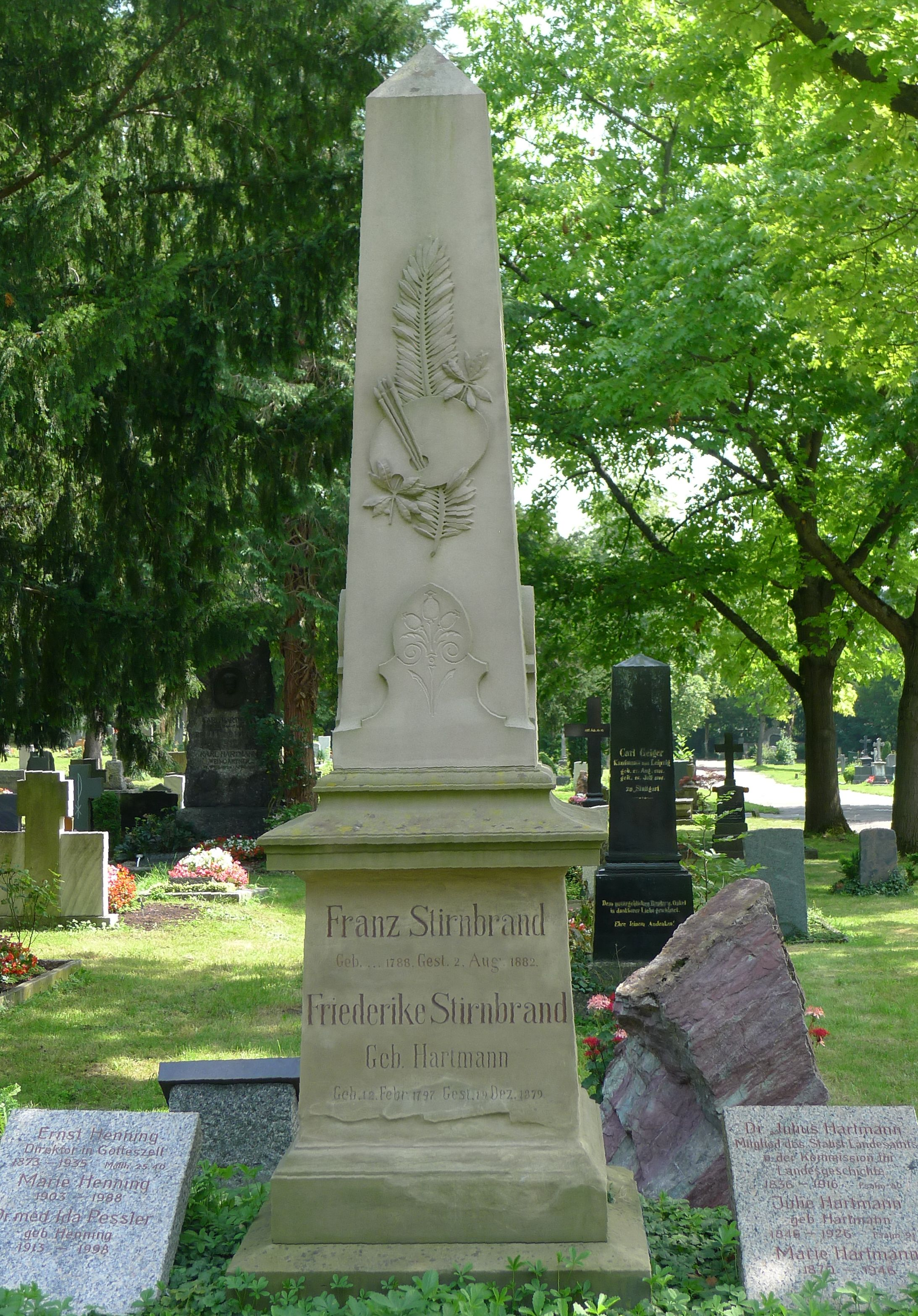
Grabstätte von Franz Stirnbrand auf dem Stuttgarter Pragfriedhof

Nach verschiedenen Stationen, wie Frankfurt am Main, kam er nach Stuttgart. Als Porträtmaler erwarb er dabei soviel, dass er 1816 eine Reise in seine österreichische Heimat machen konnte. Unterwegs malte er, blieb einen Winter in Linz und ließ sich nach vorübergehendem Aufenthalt in Karlsruhe erneut in Stuttgart nieder. Hier fand er jetzt in Wilhelmine, der Gemahlin von Wilhelm Friedrich Philipp von Württemberg eine treue Gönnerin. Auch deren Söhne, der Dichter und Graf Alexander, Graf Wilhelm, der spätere Herzog von Urach, sowie Wilhelmines Schwiegersohn, Graf Wilhelm von Taubenheim, beehrten ihn zeitlebens mit ihrer Freundschaft und mit Aufträgen. Als Porträtist erhielt er zahlreiche Aufträge aus dem königlichen Haus, wo er auch König Wilhelm I. häufig verewigte. Auch aus Adelsfamilien, aus Theaterkreisen und der höheren Beamtenschaft erhielt er Aufträge.
Seine zahlreich erhaltenen Bildnisse befinden sich in verschiedenen Museen sowie in Privatbesitz. Mehrere Werke besitzen unter anderem die Staatsgalerie Stuttgart und das Stadtarchiv Stuttgart. Insbesondere seine Porträts werden als Spiegel der Gesellschaft des deutschen Südwestens in der ersten Hälfte des 19. Jahrhunderts gedeutet. Sein Stil gilt dabei als eine Kombination des klassizistischen Verständnisses von Malerei mit den Mitteln einer emotionalen Romantik. Angereichert wird dieses Kunstverständnis bei ihm mit dem zeittypischen Detailreichtum des Biedermeiers. So fand Stirnbrand seinen ganz eigenen Malduktus – nicht durch akademisches Lernen, sondern durch praktische Übung.

## Namensfindung
Franz Seraph erhielt seinen Nachnamen von einer Brandwunde auf seiner Stirn, die er sich als Knabe im Hause seines Pflegevaters in Zellhof bei Linz zuzog. Seinen Vornamen erhielt er nach dem Tag seiner Taufe, 2. April 1808.